# Presídio de Santo Antônio do Rio Içá
O Presídio de Santo Antônio do Rio Içá localizava-se na altura da foz do rio Içá, afluente da margem esquerda do rio Solimões, atual cidade (e município) de Santo Antônio do Içá, no estado do Amazonas, no Brasil.

## História
SOUZA (1885) menciona que um presídio (estabelecimento militar de colonização) teria sido fundado um pouco acima da foz do rio Içá em 1763, por determinação do governador e Capitão-general do Estado do Grão-Pará e Maranhão, Fernão da Costa de Ataíde Teive Sousa Coutinho (1763-1772), fronteiro ao Presídio de San Joaquin, erguido por forças espanholas: o Presídio de São Fernando do rio Içá (op. cit., p. 62; GARRIDO, 1940:15).
BARRETTO (1958) relaciona, além do Presídio do Içá (Presídio de São Fernando do rio Içá?), uma segunda estrutura na região, junto à foz do rio Içá - o Presídio de Santo Antônio do rio Içá. Complementa, informando que este último local foi, até 1953, sede de um Pelotão de Fronteiras do Exército Brasileiro (op. cit., p. 72).